# Sustenpass
Sustenpass är ett bergspass i Schweiz. Det ligger i kantonen Bern, i den centrala delen av landet. Sustenpass ligger 2 304 meter över havet.
Sustenpass ligger mellan bergstopparna Sustenhorn, 3 318 meter över havet, och Wendenhorn, 3 023 meter över havet.. Vägen över passet sammanbinder Innertkirchen med Wassen.
Trakten runt Sustenpass utgörs av gräsmarker och kala ytor.
Runt Sustenpass är det mycket glesbefolkat, med 5 invånare per kvadratkilometer.